# Italochrysa punctistigma
Italochrysa punctistigma är en insektsart som först beskrevs av Peter Esben-Petersen 1918.  
Italochrysa punctistigma ingår i släktet Italochrysa och familjen guldögonsländor. Inga underarter finns listade i Catalogue of Life.